# Quentin Robinot
Quentin Robinot (* 7. Januar 1993 in Paris) ist ein französischer Tischtennis-Nationalspieler.

## Werdegang
Quentin Robinot gewann bei Jugend-Europameisterschaften von 2008 bis 2011 viermal in Folge den Titel mit der Mannschaft. 2009 gewann er den Einzelwettbewerb. Zudem wurde er 2011 Jugend-Europameister im Doppel mit Simon Gauzy, im Einzel unterlag er im Endspiel seinem Landsmann Tristan Flore. Mit Simon Gauzy wurde er 2010 und 2011 Vizeweltmeister im Jugenddoppel.
Aufsehen erregte Quentin Robinot, als es ihm im Erwachsenenbereich bei den Swedish Open 2011 gelang, den amtierenden Olympiasieger Ma Lin zu besiegen. Bei den letzten drei Weltmeisterschaften (2011–2013) gehörte er zum Aufgebot der französischen Nationalmannschaft. Bei der Europameisterschaft 2013 in Schwechat erreichte Robinot das Viertelfinale und musste sich dem späteren Sieger Dimitrij Ovtcharov geschlagen geben.
In der Saison 2013/2014 geht Robinot beim französischen Erstligisten G.V. Hennebont an den Start.

## Privat
Quentin Robinots jüngerer Bruder Alexandre spielt ebenfalls Tischtennis und konnte in der Jugend auch schon einige Erfolge feiern.

## Turnierergebnisse
| Verband | Veranstaltung                         | Jahr | Ort                 | Land | Einzel        | Doppel        | Mixed     | Team |
| ------- | ------------------------------------- | ---- | ------------------- | ---- | ------------- | ------------- | --------- | ---- |
| FRA     | Europameisterschaft                   | 2012 | Herning             | DEN  |               | Viertelfinale |           |      |
| FRA     | Jugend-Europameisterschaft (Kadetten) | 2008 | Terni               | ITA  |               |               |           | 1    |
| FRA     | Jugend-Europameisterschaft (Junioren) | 2011 | Kazan               | RUS  | Silber        | Gold          |           | 1    |
| FRA     | Jugend-Europameisterschaft (Junioren) | 2010 | Istambul            | TUR  |               |               |           | 1    |
| FRA     | Jugend-Europameisterschaft (Junioren) | 2009 | Prag                | CZE  | Gold          |               |           | 1    |
| FRA     | Pro Tour                              | 2013 | Yokohama            | JPN  | letzte 64     | Viertelfinale |           |      |
| FRA     | Pro Tour                              | 2013 | Changchun           | CHN  |               | Halbfinale    |           |      |
| FRA     | Pro Tour                              | 2013 | Kuwait City         | KUW  | letzte 32     |               |           |      |
| FRA     | Pro Tour                              | 2013 | Almería             | ESP  | letzte 16     |               |           |      |
| FRA     | Pro Tour                              | 2012 | Poznań              | POL  | letzte 64     |               |           |      |
| FRA     | Pro Tour                              | 2012 | Antwerpen           | BEL  | Viertelfinale |               |           |      |
| FRA     | Pro Tour                              | 2012 | Suzhou              | CHN  |               | letzte 16     |           |      |
| FRA     | Pro Tour                              | 2012 | Kuwait City         | KUW  | letzte 64     |               |           |      |
| FRA     | Pro Tour                              | 2012 | Doha                | QAT  | letzte 64     |               |           |      |
| FRA     | Pro Tour                              | 2011 | Stockholm           | SWE  | letzte 32     |               |           |      |
| FRA     | Pro Tour                              | 2011 | Almería             | ESP  | letzte 64     | letzte 16     |           |      |
| FRA     | Pro Tour                              | 2011 | Władysławowo        | POL  | letzte 64     |               |           |      |
| FRA     | Pro Tour                              | 2010 | Budaörs             | HUN  |               | letzte 16     |           |      |
| FRA     | Weltmeisterschaft                     | 2013 | Paris               | FRA  | letzte 128    | letzte 32     |           |      |
| FRA     | Weltmeisterschaft                     | 2012 | Dortmund            | GER  |               |               |           | 18   |
| FRA     | Weltmeisterschaft                     | 2011 | Rotterdam           | NED  | letzte 128    | letzte 32     | letzte 64 |      |
| FRA     | Jugend-Weltmeisterschaft              | 2011 | Manama              | BRN  | Halbfinale    | Silber        |           |      |
| FRA     | Jugend-Weltmeisterschaft              | 2010 | Bratislava          | SVK  | letzte 16     | Silber        |           |      |
| FRA     | Jugend-Weltmeisterschaft              | 2009 | Cartagena de Indias | COL  |               | Viertelfinale |           |      |
| FRA     | World Junior Circuit                  | 2009 | Funchal             | POR  | Viertelfinale |               |           |      |
| FRA     | World Junior Circuit                  | 2009 | Tunis               | TUN  | Silber        |               |           |      |
| FRA     | World Junior Circuit                  | 2009 | Tata                | HUN  | Viertelfinale |               |           |      |
| FRA     | World Junior Circuit Finals           | 2009 | Tokio               | JPN  | Viertelfinale |               |           |      |